# Aparallactus jacksonii
Aparallactus jacksonii (багатоніжкоїд Джексона) — вид отруйних змій родини земляних гадюк (Atractaspididae). Мешкає в Східній Африці. Вид названий на честь англійського орнітолога Фредеріка Джона Джексона.

## Поширення і екологія
Багатоніжкоїди Джексона мешкають на півдні Ефіопії, в Кенії і Танзанії, а також спостерігалися в Південному Судані і, можливо, присутні в Уганді. Вони живуть в прибережних чагарниках, вологих і сухих саванах та на гірських луках, трапляються на покинутих полях і на плантаціях. Живляться багатоніжками. Живородні, народжують 2-3 дитинчати.